# 호종
호종(胡綜, 185년 ~ 243년)은 중국 삼국 시대 동오의 정치가·문장가·장군으로, 자는 위칙(偉則)이며 여남군 고시현(固始縣) 사람이다.

## 행적
어려서 아버지를 여의고 어머니와 함께 강동으로 피난했다. 손책(孫策)이 회계태수를 겸임할 때 14세로 문하순행이 되었다. 손책이 죽고 손권(孫權)이 토로장군이 되자 금조종사에 임명되었으며, 황조(黃祖) 토벌에 참가하여 악현장으로 임명되었다. 손권이 거기장군이 되자 서부(書部)로 임명되었고, 시의, 서상과 함께 군사와 국정의 기밀 사항을 처리했다. 오나라 장수 진종(晋宗)이 위나라로 배반하여 자주 오나라 변경을 습격하자, 손권의 명을 받고 하제(賀齊)와 함께 진종을 급습하여 사로잡았다. 이로 인해 건무중랑장이 더해졌다. 손권이 오왕으로 봉해졌을 때 시의, 서상과 함께 정후로 봉해졌다.
손권이 칭제하였을 때, 호종에게 부를 짓게 했다. 손권이 건업(建業)으로 천도하였을 때, 서상과 함께 시중이 되었고, 향후로 봉해지고, 좌우령군을 겸임했다. 위나라의 도독하북제군사·진위장군 오질이 모반하려 한다는 소문이 있어 오질이 오나라에 투항하는 글 셋을 위조했는데, 오히려 오질은 시중이 되었다.
황룡 3년, 청주 사람 은번(隱蕃)이 오나라로 귀순하자 손권은 이를 받아들이고 은번의 말을 들은 후, 호종에게 어떠한지 물었다. 호종은 은번의 말은 동방삭(東方朔) 같고 예형(禰衡) 같지만 재능은 이에 미치지 못한다고 답했다. 손권이 은번에게 어떤 관직을 감당할 수 있을지 묻자, 수도의 작은 직책을 맡기도록 했다. 후에 은번은 모반을 꾀했다가 들통나 주살당했다. 호종은 편장군에 임명되었고, 좌집법을 겸임하며 소송을 처리하게 되었다. 장소(張昭)가 공손연(公孫淵) 사건으로 인해 손권에게 간언하였을 때, 호종의 힘으로 둘은 화해할 수 있었다.
당초, 법령을 정해 중요한 관리들은 상사를 만나도 관직을 떠나지 못하게 했는데, 이를 위반하는 자가 있었다. 손권은 이를 걱정하여 조정 신하들에게 상의하게 했는데, 호종은 극형을 실시하면 근절될 것이라고 주장했다. 호종의 말을 채용한 후, 관원들은 상사에 가지 않았다.

## 친척 관계
- 호종
  - 호충 (아들)

## 같이 보기
- 삼국지 인물 목록